# Moscoviense
| Era Eratema | Periodo Sistema | Periodo Sistema                | Época Serie       | Edad Piso                    | Inicio, en millones de años |
| ----------- | --------------- | ------------------------------ | ----------------- | ---------------------------- | --------------------------- |
| Paleozoico  | Pérmico         | Pérmico                        | Pérmico           | Pérmico                      | 298,9±0,15                  |
| Paleozoico  | Carbo- nífero   | Pensil- vánico Pensil- vaniano | Superior/Tardío   | Gzheliense Gzheliano         | 303,7±0,1                   |
| Paleozoico  | Carbo- nífero   | Pensil- vánico Pensil- vaniano | Superior/Tardío   | Kasimoviense Kasimoviano     | 307,0 ±0,1                  |
| Paleozoico  | Carbo- nífero   | Pensil- vánico Pensil- vaniano | Medio             | Moscoviense Moscoviano       | 315,2±0,2                   |
| Paleozoico  | Carbo- nífero   | Pensil- vánico Pensil- vaniano | Inferior/Temprano | Bashkiriense Bashkiriano     | 323,4±0,4                   |
| Paleozoico  | Carbo- nífero   | Misisípico Misisi- piano       | Superior/Tardío   | Serpukhoviense Serpukhoviano | 330,3±0,4                   |
| Paleozoico  | Carbo- nífero   | Misisípico Misisi- piano       | Medio             | Viseense Viseano             | 346,7±0,4                   |
| Paleozoico  | Carbo- nífero   | Misisípico Misisi- piano       | Inferior/Temprano | Tournaisiense Tournaisiano   | 358,86±0,19                 |
| Paleozoico  | Devónico        | Devónico                       | Devónico          | Devónico                     | 419,62±1,36                 |
| Paleozoico  | Silúrico        | Silúrico                       | Silúrico          | Silúrico                     | 443,1±0,9                   |
| Paleozoico  | Ordovícico      | Ordovícico                     | Ordovícico        | Ordovícico                   | 486,8 ±1,5                  |
| Paleozoico  | Cámbrico        | Cámbrico                       | Cámbrico          | Cámbrico                     | 538,8±0,6                   |

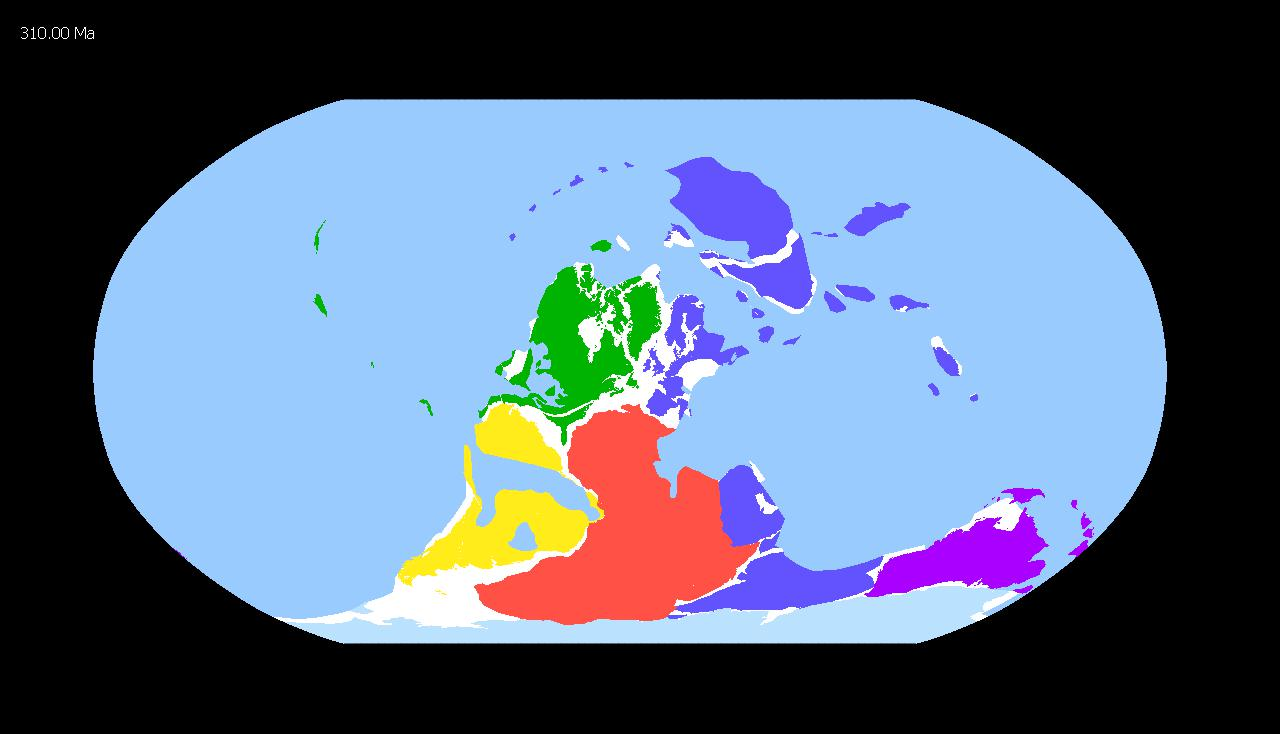
La Tierra, hace 310 millones de años. En colores los continentes actuales: en rojo África, en verde América del Norte, en amarillo América del Sur, en azul oscuro Asia, en morado Australia y en el azul más claro la Antártida.

El Moscoviense o Moscoviano es el segundo piso y edad del Pensilvánico en la escala temporal geológica. Sucede al Bashkiriense y precede al Kasimoviense (primer piso del Pensilvánico Superior). Se inició hace unos 315,2 millones de años y terminó hace unos 307,0 millones de años.
El Moscoviense coincide, por definición formal de la Comisión Estratigráfica Internacional, con el Pensilvánico Medio o Pensilvaniano Medio, la segunda serie y época del Pensilvánico.
El Moscoviense se introdujo en la literatura científica por el paleontólogo y geólogo ruso Serguéi Nikitin en 1890. El nombre procede de la ciudad de Moscú, hoy capital de Rusia.

## Sección estratotipo y punto de límite global (GSSP)
La sección estratotipo y punto de límite global (GSSP) para la base del Moscoviense está pendiente de definir por la por la Comisión Internacional de Estratigrafía. Se caracteriza provisionalmente por la primera aparición de los conodontos Idiognathoides postsulcatus o Declinognathodus donetzianus.
El techo del Moscoviense se define por la base del Kasimoviense, también pendiente de definir por la Comisión Internacional de Estratigrafía, que se caracteriza provisionalmente por la primera aparición del fusulínido Protriticites, que está cerca de la primera aparición del amonoideo Eothalossoceras. Una base alternativa (superior) es la primera aparición del fusulínido Montiparus montiparus, que está cerca de la primera aparición del conodonto Idiognathodus sagittalis.

## Subdivisiones
En la Rusia europea y Europa del Este, donde el piso se reconoció por primera vez, el Moscoviense se subdivide en cuatro subpisos regionales: Vereiskiense, Kashirskiense, Podolskiense y Myachkovskiense, por el nombre de los pueblos cercanos a Moscú (Vereya, Kashira, Podolsk y Myachkovo, respectivamente).

## Boiestratigrafía
El Moscoviense se divide en cinco biozonas de conodontos: 
- Zona Neognathodus roundyi y Streptognathodus cancellosus.
- Zona Neognathodus medexultimus y Streptognathodus concinnus.
- Zona Streptognathodus dissectus.
- Zona Neognathodus uralicus.
- Zona Declinognathodus donetzianus.